# Comarca de Oriente
La comarca de Oriente es una de las ocho comarcas funcionales o áreas de planificación territorial en que está dividido el Principado de Asturias a efectos de homogeneización espacial de los datos procedentes de los concejos en las estadísticas regionales. Comprende los concejos de:
- Amieva.
- Cabrales.
- Cangas de Onís
- Caravia.
- Llanes.
- Onís.
- Parres.
- Peñamellera Alta.
- Peñamellera Baja.
- Piloña.
- Ponga.
- Ribadesella.
- Ribadedeva.

Aunque el Estatuto de Autonomía de Asturias prevé la división del territorio asturiano en comarcas, estas no han sido desarrolladas oficialmente todavía.
- Datos: Q1471099